# Лайнер, Дэвид
Дэвид Лайнер (англ. David Lyner, при рождении Лайнар (англ. Lynar); 9 января 1893, Белфаст — 5 декабря 1973, там же), также известный как Дейви Лайнер (англ. Davy Lyner) — североирландский футболист, крайний нападающий.

## Клубная карьера
Дэвид родился в Белфасте в 1893 году. Начал играть в футбол за местные клубы «Оуэн О’Корк»,  «Дандела» и «Дистиллери». В возрасте 19 лет стал игроком «Гленторана», за который ранее выступал его старший брат Роли, перешедший в «Линфилд». В своём первом сезоне в составе «Гленторана» стал чемпионом Ирландской футбольной лиги и помог команде дойти до финала национального кубка, проиграв в нём «Линфилду». В сезоне 1913/14 «Гленторан» и «Линфилд» разделили между собой чемпионат и кубок: команда Дэвида Лайнера завоевала кубок, а в лиге заняла только второе место. В 1914 году «Гленторан» выиграл Венский кубок, в котором также участвовали английский «Бернли», шотландский «Селтик», немецкая «Герта» и сборная австрийской лиги. В сезоне 1916/17 Лайнер вновь выиграл Ирландский кубок, а в сезоне 1920/21 во второй раз стал чемпионом Ирландской лиги. В общей сложности Лайнер провёл в «Гленторане»  десять сезонов, сыграв 288 матчей и забив 53 мяча в рамках лиги.
В августе 1922 года 29-летний Лайнер перешёл в английский клуб «Манчестер Юнайтед», выступавший на тот момент во Втором дивизионе. В основном составе дебютировал в выездном матче против «Ковентри Сити» на «Хайфилд Роуд» 23 сентября 1922 года. Затем сыграл в двух следующих матчах клуба: в домашней игре против «Ковентри Сити» 30 сентября и в домашней игре против «Порт Вейл» 7 октября. Больше в основной состав «Юнайтед» Лайнер не попадал, выступая за резервную команду, а в декабре 1922 года покинул клуб, став игроком шотландского клуба «Килмарнок».
В составе «Килмарнока» Лайнер выступал до 1924 года, сыграв 48 матчей и забив 6 мячей. В начале сезона 1924/25 перешёл в клуб «Куинз Айленд» из своего родного Белфаста. В том же сезоне сменил клуб, став игроком другой команды из Белфаста, «Дандела», а затем перешёл в шотландский «Клайдбанк» (забил 1 мяч в лиге). В сезоне 1925/26 выступал за валлийский клуб «Мид-Рондда», а в следующем сезоне играл в составе «Нью-Брайтона» в английском Третьем северном дивизионе (24 матча, 1 гол). В 1927 году вернулся в «Гленторан», проведя в клубе один сезон (18 матчей, 3 мяча), после чего провёл свой последний сезон в составе «Куинз Айленд». В 1929 году завершил карьеру в возрасте 36 лет.

### Карьера в сборной
Дебютировал в составе национальной сборной Ирландии 25 октября 1919 года в матче домашнего чемпионата Британии против Англии на «Уиндзор Парк». Матч завершился вничью со счётом 1:1. Всего провёл за сборную 6 матчей: два — против Англии, три — против Уэльса и один — против Шотландии.

## Достижения
Гленторан
- Чемпион Ирландской футбольной лиги (2): 1912/13, 1920/21
- Обладатель Ирландского кубка (2): 1913/14, 1916/17